# Hibiscus biseptus
Hibiscus biseptus là một loài thực vật có hoa trong họ Cẩm quỳ. Loài này được S.Watson mô tả khoa học đầu tiên năm 1886.